# Beluszky Pál
Beluszky Pál (Szolnok, 1936. december 4. – 2022. november 28.) Széchenyi-díjas magyar regionalista, társadalomföldrajzos, egyetemi tanár (SZIE), a Magyar Tudományos Akadémia doktora.

## Kutatási területe
Fő kutatási területe a Magyarország történeti földrajza, tájkutatás, Magyarország településföldrajza.

## Életpályája
Egyetemi tanulmányait a debreceni KLTE történelem-földrajz szakán végezte 1959-ben; 1962-ben szerezte meg természettudományi doktori címét. 1959 és 1962 között a Hajdú-Bihar megyei Tanács Oktatási Osztályán dolgozott, Berettyóújfaluban és Püspökladányban mint középiskolai tanár. 1962 és 1979 közötti időszakban az MTA Földrajztudományi Kutatóintézetének tudományos munkatársa volt. 1979 és 1984 között tudományos tanácsadóként tevékenykedett a budapesti Államigazgatási Szerv intézetében.[forrás?] 1984 és 2008 között az MTA Regionális Kutatások Központjának tudományos főmunkatársakét, valamint tanácsadójaként dolgozott. 2008-tól emeritusz tudományos tanácsadóként folytatja munkáját. Szintén 2008-tól a gödöllői Szent István Egyetem, Gazdaság- és Szervezéstudományi Doktori Iskola óraadó tanáraként tevékenykedik. A magyar közéletben is részt vett: 1990 és 1994 között a Szabad Demokraták Szövetsége jelöltjeként tagja volt a Fővárosi Közgyűlésnek.

## Tudományos, szakmai közéleti tevékenység
- 1980-tól az MTA Földrajzi Tudományos Bizottság tagja
- 1990-1995 között az MTA Tudományos Minősítő Bizottság földrajz és meteorológia szakbizottság titkára
- 1995-2005 között az MTA Doktori Tanács földrajzi és meteorológiai szakbizottság tagja
- 1995-2005 között az MTA Doktori Tanácsának titkára
- 1996-tól Regionális Kutatási Alapítvány kuratóriumi elnöke
- 2001-2004 között MTA Közgyűlésének doktor-képviselője
- 2002-től a Magyar Regionális Tudományi Társaság tagja
- 2003-tól az MTA Településtudományi Bizottság tagja
- 2007-től a Magyar Földrajzi Társaság tiszteleti tagja

## Díjak, elismerések
- 1979 – Akadémiai Kritikai díj, MTA
- 1990 – Széchenyi-díj
- 1993 – Pro Régió Díj
- 2003 – Udvarhelyi (Kendoff) Károly-emlékérem
- 2004 – Pro Renovanda Cultura Deák Ferenc Kutatói Díj
- 2006 – A Magyar Köztársasági Érdemrend tisztikeresztje
- 2016 – A Magyar Érdemrend középkeresztje
- 2018 – Lóczy Lajos-emlékérem

## Szerkesztőbizottsági tagság
- Földrajzi Közlemények, tudományos tanácsadó testületi tag
- Tér és Társadalom, szerkesztőbizottsági tag
- Föld és Ember, tudományos tanácsadó testületi tag
- Korall, tanácsadó testületi tag
- Urbs, szerkesztőbizottsági tag

## Főbb publikációi
Beluszky 8 monográfiát és 8 önálló kiadványt adott ki. Emellett közreműködött 16 könyv szerkesztésében, 208 könyvfejezetet, tanulmányokat írt, 23 konferencia-előadást tartott, ezenkívűl nevéhez fűződik 59 egyéb publikáció.

### Legfontosabb publikációi
- Beluszky Pál–Sikos T. Tamás: Városi szerepkör, városi rang; Dialóg Campus, Budapest, 2020
- A települések világa Magyarországon; Dialóg Campus, Budapest, 2018 (Studia regionum)
- Másodkézből. Társadalom-földrajzi tanulmányok; MTA KRTK RKI, Pécs, 2016
- Budapest – zászlóshajó vagy vízfej? A főváros és az ország, történeti-földrajzi áttekintés; Szt. István Egyetemi Kiadó, Gödöllő, 2014
- Változó falvaink. Tizenkét falurajz Kercaszomortól Nyírkarászig; szerk. Beluszky Pál, Sikos T. Tamás; Akadémiai, Budapest, 2011
- (2008) Magyarország történeti földrajza II. kötet (szerkesztő), Dialóg Campus Kiadó, Pécs-Budapest
- (2007) Közép-Magyarország (szerkesztő), Dialóg Campus Kiadó, Budapest-Pécs
- Beluszky Pál–Sikos T. Tamás: Változó falvaink. Magyarország falutípusai az ezredfordulón; MTA TKK, Budapest, 2007 (Magyarország az ezredfordulón IV. A területfejlesztési program tudományos alapozása)
- (2006) Historische Geographie der Großen Ungarischen Tiefebene, Passau: Schenk Verlag, (Studia Hungarica)
- (2005) Magyarország a monarchiában. In: Magyarország történeti földrajza I. kötet (szerkesztő), Dialóg Campus Kiadó, Pécs-Budapest
- (2005) Őrség – Vendvidék, Felső-Rába-völgy, Szentgotthárd és környéke, Dialóg Campus Kiadó, Pécs-Budapest
- (2005) Magyar városhálózat a 20. század elején, Dialóg Campus Kiadó, Pécs-Budapest, pp. 232.
- (2005) Győri Róbert: The Hungarian Urban Network in the Beginning of the 20th Century, Centre for Regional Studies, Pécs, pp. 132.
- (2003) Győri Róbert: „A város láz, a nyugtalanság, a munka és a fejlődés”: Magyarország városhálózata a 20. század elején, Korall, 11–12, pp. 199–238.
- (2001) A Nagyalföld történeti földrajza, Dialóg Campus Kiadó, Pécs-Budapest, pp. 274.
- (2000)  Egy félsiker hét stációja (avagy a modernizáció regionális különbségei a századelő Magyarországán) In: Alföld és nagyvilág. Tanulmányok Tóth Józsefnek, Szerkesztő: Dövényi Z., MTA Földtudományi Kutató Központ Földrajztudományi Kutató Intézet, Budapest, pp. 299–326.
- (1998) A polgárosodás törékeny hídfői (Magyarország városainak ezer éve), Limes, pp. 2–3., 7–19.
- (1993) Sikos T. Tamás – Seger, Martin: Der Regional- und Systemvergleich nach sozioökonomischen Merkmalen In: Bruchlinie Eiserner Vorhang, Regionalentwicklung im österreichisch–ungarischen Grenzraum, Wien, Köln, Graz: Böhlau Verlag, pp. 35–93.
- (1992) Budapest és a modernizáció kihívásai, Tér és Társadalom 6. 1992., pp. 3–4. 15–54.
- (1992) Timár Judit: Changing political system and urban restructuring in Hungary, Tidjschrift voor Economische en Sociale Geografie, pp. 380–390.
- (1992) Vég kiárusítás I. – Beluszky Pál válogatott társadalomföldrajzi tanulmányai (1959–1992), MTA Regionális Kutatások Központja, Budapest, pp. 270
- (1990) A polgárosodás törékeny váza – városhálózatunk a századfordulón (Városhierarchia – vázlat, tényképekkel), Tér és Társadalom, pp. 3–4., 13–56.
- (1988) Az „Alföld szindróma” eredete (Vázlat), Tér és Társadalom, pp. 3–28.
- (1982) Sikos T. Tamás: Magyarország falutípusai, MTA Földrajztudományi Kutatóintézet, Budapest, pp. 167
- (1981) Két hátrányos helyzetű terület az Alföldön: a Közép-Tiszavidék és a Berettyó-Körös-vidék, Alföldi Tanulmányok, pp. 131–160.
- (1980) A közigazgatási területi beosztás földrajzi–térszerkezeti alapjai. Gazdasági körzetek, vonzáskörzetek, közigazgatás, Államigazgatási Szervezési Intézet, Budapest, pp. 53.
- (1979) Borsod-Abaúj-Zemplén megye falusi településeinek típusai (Településformáló folyamatok a megye falusi térségeiben), Földrajzi Értesítő, pp. 339–370.
- (1974) Krasznokvajda – egy alsófokú központ (?) gondjai a Csereháton, Földrajzi Értesítő, pp. 349–386.
- (1974) Nyíregyháza vonzáskörzete. A város–falu közötti kapcsolatok jellege és mennyiségi jellemzői Szabolcs-Szatmár megyében, Akadémiai Kiadó, Budapest, pp. 118

### Publikációit megjelentető fontosabb folyóiratok
- Tér és Társadalom
- Földrajzi Közlemények
- Földrajzi Értesítő
- Magyar Tudomány
- Területi Statisztika
- Korall
- Limes
- Településtudományi Közlemények
- Területi Statisztika